# Universitatea George Washington
Universitatea George Washington (GW, GWU sau George Washington) este o universitate particulară din Washington, D.C., SUA, situată în principal în cartierul Foggy Bottom, cu două campusuri satelit, campusul Mount Vernon din cartierul Foxhall și campusul Virginia Science & Technology din comitatul Loudoun, Virginia. GW este cea mai mare instituție de învățământ superior din Washington, D.C.
George Washington, primul președinte al SUA, a susținut înființarea unei universități în primul său discurs privind Starea Uniunii din 1790 și a continuat să promoveze această idee de-a lungul carierei sale. În testamentul său, Washington a lăsat 50 de acțiuni la compania Potomac pentru a ajuta la dotarea universității. Cu toate acestea, din cauza dificultăților financiare ale companiei, finanțarea nu s-a materializat. Universitatea a fost înființată printr-un act al Congresului din 9 februarie 1821, cu numele de Columbian College. Numele său a fost schimbat în Columbia University în 1873 și în George Washington University în 1904, în onoarea lui Washington.
Universitatea are zece colegii și școli universitare: Colegiul de Arte și Științe (care include Școala de Arte și Design Corcoran, Școală de Media și Afaceri Publice și Școala de Politici Publice și Administrație Publică Trachtenberg), Școala de Afaceri, Școala de Afaceri Internaționale Elliott, Institutul de Sănătate Publică Milken, Colegiul de Studii Profesionale (care include Școala de Management Politic), Școala de Inginerie și Științe Aplicate, Scoala de Medicină și Științe Medicale, Școala de Drept, Scoala de Asistente Medicale și Școala de Educație și Dezvoltare Umană.
Școala de Management Politic a GW este singura școală de politici aplicate din capitala SUA. Școlile specializate ale GW și Școala de Afaceri Internaționale Elliott sunt incluse în mod constant în topurile universitare naționale și internaționale.

## Absolvenți și profesori notabili

### Absolvenți notabili

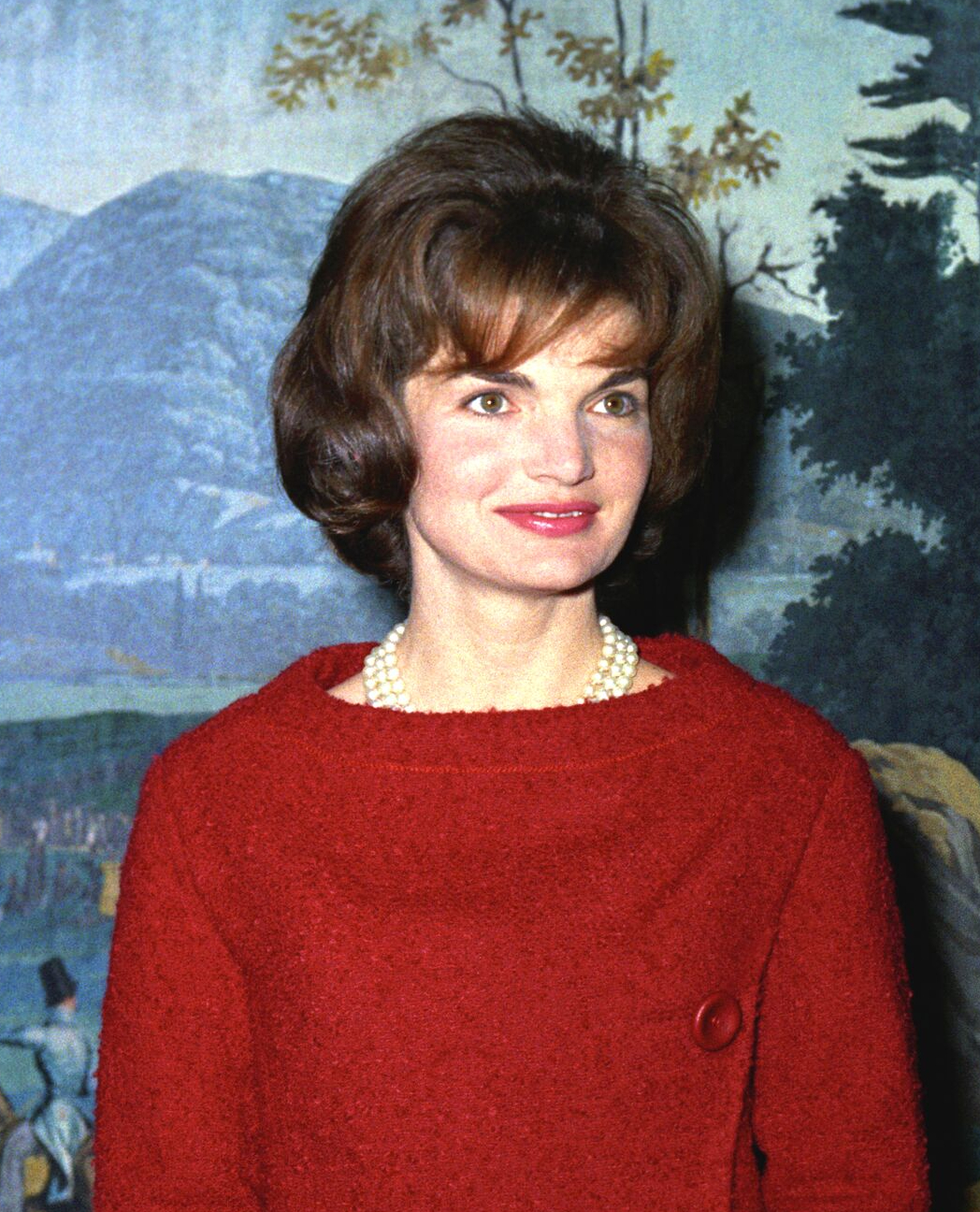
Jacqueline Kennedy în sala de recepție de la Casa Albă

Printre absolvenții universității George Washington se află multe foste și actuale personalități politice. Șase absolvenți sunt membri în prezent în Senatul Statelor Unite și zece în Camera Reprezentanților. Printre aceștia se numără fostul șef al grupului parlamentar al majorității din Senat Harry Reid și fostul șef al grupului parlamentar al majorității din Camera Reprezentanților, Eric Cantor. Absolvenții universității au ajuns guvernatori în optsprezece state și teritorii, inclusiv actualul senator și fostul guvernator de Virginia, Mark Warner, precum și fostul guvernator al Guam, Frank Freyer. Aici au studiat alte personalități renumite ale guvernului Statelor Unite precum senatorul J. William Fulbright, fostul secretar de stat Colin Powell, fostul șef al Marelui Stat Major generalul Peter Pace, fostul director al FBI, J. Edgar Hoover, fostul director al CIA, Allen Dulles și fratele său, fostul secretar de stat, John Foster Dulles. În plus, fostul primar al Districtului Columbia, Vincent Gray, este absolvent al universității.

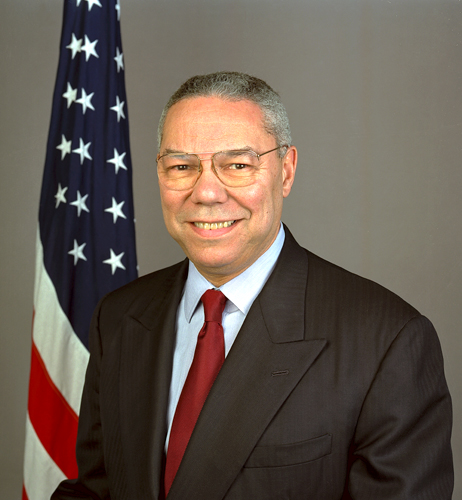
Colin Powell: General (cu patru stele) în Armata Statelor Unite; consilier pentru Securitate Națională (1987-1989); șef al Marelui Stat Major (1989-1993); secretar de stat al SUA (2001-2005)

Printre alți absolvenți și foști studenți se află Prințul Talal Arslan, Anwar al-Awlaki, Ralph Asher Alpher, Red Auerbach, Alec Baldwin, Dana Bash, Chris Burnham, Larry Craig, Preston Cloud, Jack Edmonds, Philip Emeagwali, Jason Filardi, John Flaherty, Ina Garten, Glenn Greenwald, Todd B. Hawley, Erica Hayden, Harold Hersey, David Holt (politician), L. Ron Hubbard, S. M. Krishna, Lee Kun-hee, Roy Lee, Teodor N. Lerner, Randy Levine, Carl Lutz, David McConnell, T. J. Miller, Billy Mitchell, Darla Moore, Jared Moskowitz. fosta Primă Doamnă Jacqueline Bouvier Kennedy Onassis, Gregg Ritchie, Leslie Sanchez, Chuck Todd, Clay Travis, Margaret Truman, Kerry Washington, Scott Wolf, Irvin Yalom și Rachel Zoe.

### Profesori renumiți
Aici au predat personalități renumite precum George Gamow (1934-1954), fizician și cosmolog; Edward Teller (1935-1941), fizician nuclear și părintele bombei cu hidrogen; Seyyed Hossein Nasr, fondatorul și primul președinte al Academiei Imperiale Iraniene de Filosofie; Peter Caws, profesor universitar de filosofie; Edward „Skip” Gnehm, fostul ambasador al SUA în Iordania, Kuweit și Australia; Marcus Raskin, fost membru al Consiliului Național de Securitate în timpul președintelui Kennedy și fondator al Institutului pentru Studii Politice; Abba Eban, fost viceprim-ministru israelian, ministru al educației și culturii și ministru al afacerilor externe; John Logsdon, membru al Columbia Accident Investigation Board, consiliu consultativ al NASA; Frank Sesno, fost șef al Biroului din Washington al CNN și corespondent special; James Carafano, expert în siguranța națională; Leon Fuerth, fostul consilier de securitate națională a vicepreședintui Al Gore; James Rosenau, teoretician politic și fostul președinte al Asociației de Studii Internaționale; Steven V. Roberts, jurnalist, scriitor și comentator politic american și fost editorialist principal la U.S. News & World Report; Nancy E. Gary, fostul decan al Albany Medical College, vicepreședinte executiv al Uniformed Services University of the Health Sciences și decan al Școlii de Medicină F. Edward Hébert, Roy Richard Grinker, antropolog specializat în autism și în relațiile dintre Coreea de Nord și Coreea de Sud, Edward P. Jones, care a câștigat Premiul Pulitzer pentru ficțiune în anul 2004, romancierul Herman „H. G.” Carrillo, Dagmar R. Henney, Mohammad Nahavandian (economie), șeful de personal al președintelui Iranului din 2013, și Faure Essozimna Gnassingbé (MBA), președinte al Togo din 2005. Printre actualii profesori se află laureatul Premiului Nobel Ferid Murad, istoricul Peter Caws, Martha Finnemore, și secretarul de presă și purtătorul de cuvânt al președintelui Bush, Dana Perino.